# 476 pr. n. št.
Stoletja: 6. stoletje pr. n. št. - 5. stoletje pr. n. št. - 4. stoletje pr. n. št.
Desetletja: 520. pr. n. št. 510. pr. n. št. 500. pr. n. št. 490. pr. n. št. 480. pr. n. št. - 470. pr. n. št. - 460. pr. n. št. 450. pr. n. št. 440. pr. n. št. 430. pr. n. št. 420. pr. n. št.
Leta: 481 pr. n. št. 480 pr. n. št. 479 pr. n. št. 478 pr. n. št. 477 pr. n. št. - 476 pr. n. št. - 475 pr. n. št. 474 pr. n. št. 473 pr. n. št. 472 pr. n. št. 471 pr. n. št.

## Smrti
- - Hekataj, grški popotnik, kartograf, zgodovinar (približni datum) (* okoli 550 pr. n. št.)